# 혈소판감소증

혈소판감소증(Thrombocytopenia)은 혈액 내에 비정상적으로 혈소판의 수치가 낮은 것을 특징으로 하는 증상이다. 수술 환자들 중 3분의 1과 의료 환자들 중 20%에서 관찰되는 흔한 질병이다.
정상적인 인간혈소판 수는 혈액 1마이크로리터 당 150,000 ~ 450,000개 사이이다. 이 수치에 벗어난다고 하여 무조건 혈소판감소증으로 진단되는 것은 아니다.

## 병인
- 탈수, 비타민 B12 결핍, 엽산 결핍
- 백혈병, 골수이형성증후군, 재생불량성빈혈
- 간부전의 트롬보포이에틴 생성 감소
- 패혈증, 바이러스 감염, 병원성 세균 감염
- 렙토스피라증
- 판코니 빈혈, 비스코트-올드리치 증후군
- 특발성 혈소판 감소성 자반증
- 혈전성 혈소판 감소성 자반증
- 용혈성 요독증후군
- 파종성 혈관 내 응고
- 발작성 야간혈색소 요증
- 항인지질 증후군
- 전신 홍반성 루푸스
- 뎅기열
- 고셔병
- 지카바이러스
- 밸프로에이트
- 메토트렉세이트
- 인터페론
- 이소트레티노인
- 양성자펌프 억제제
- 사교상
- 나이아신 독성
- 라임병
- 니만픽 병